# Mörttjärnarna (Jokkmokks socken, Lappland, 737307-169904)
Mörttjärnarna är en sjö i Jokkmokks kommun i Lappland och ingår i Luleälvens huvudavrinningsområde. Mörttjärnarna ligger i Björkberget Natura 2000-område (se Björkbergets naturreservat).